# Список членов Совета Республики Беларусь IV созыва
Список членов Совета Республики Беларусь IV созыва
Совет Республики Национального собрания Республики Беларусь V созыва (бел. Савет Рэспублікі Нацыянальнага сходу Рэспублікі Беларусь IV склікання)— верхняя палата белорусского парламента, избранная на непрямых выборах областными Советами депутатов с 6 по 25 сентября 2008 года
На заседании Центральной комиссии Республики Беларусь по выборам и проведению республиканских референдумов установлены итоги выборов членов Совета Республики Национального собрания Республики Беларусь четвертого созыва

## Порядок формирования

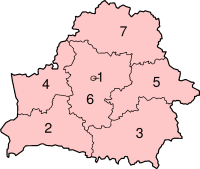
Карта Республики Беларусь, цифрами обозначены: 1 — город Минск; 2 — Брестская область; 3 — Гомельская область; 4 — Гродненская область; 5 — Могилёвская область; 6 — Минская область; 7 — Витебская область

Совет Республики является палатой территориального представительства. В соответствии с частью второй статьи 91 Конституции Республики Беларусь от каждой области и города Минска тайным голосованием избираются на заседаниях депутатов местных Советов, депутатов базового уровня каждой области и города Минска по восемь членов Совета Республики. Восемь членов Совета Республики назначаются Президентом Республики Беларусь.
В соответствии с Конституцией Республики Беларусь выборы нового состава Совета Республики назначаются Президентом Республики Беларусь не позднее четырех месяцев и проводятся не позднее 30 дней до окончания полномочий Совета Республики действующего созыва. Внеочередные выборы Совета Республики проводятся в течение трех месяцев со дня досрочного прекращения его полномочий.
Членом Совета Республики может быть гражданин Республики Беларусь, достигший 30 лет и проживший на территории соответствующей области, города Минска не менее пяти лет. Член Совета Республики не может быть одновременно депутатом Палаты представителей, членом Правительства; не допускается совмещение обязанностей члена Совета Республики с одновременным занятием должности Президента Республики Беларусь или судьи.
Первая после выборов сессия Совета Республики созывается Центральной комиссией по выборам и проведению республиканских референдумов и начинает свою работу не позднее чем через 30 дней после выборов.

## От Брестской области
- Аникеева, Марина Евгеньевна, 1968 года рождения, заместитель директора открытого акционерного общества “Березовский сыродельный комбинат”, проживающая в г.Березе, член Белорусской аграрной партии, прожившая на территории области 18 лет;
- Киевец, Иван Михайлович, 1952 года рождения, директор республиканского унитарного эксплуатационно-строительного предприятия “Днепро-Бугский водный путь”, проживающий в г.Пинске, беспартийный, проживший на территории области 56 лет;
- Куиш, Михаил Михайлович, 1956 года рождения, директор учреждения образования “Брестский государственный профессионально-технический колледж связи”, проживающий в г.Бресте, беспартийный, проживший на территории области 52 года;
- Манько, Наталия Викторовна, 1956 года рождения, генеральный директор открытого акционерного общества “Барановичхлебопродукт”, проживающая в д.Узноги Барановичского района, беспартийная, прожившая на территории области 30 лет;
- Мисюра, Раиса Алексеевна, 1961 года рождения, заместитель главного врача по медицинскому обслуживанию населения и организационно-методической работе учреждения здравоохранения “Столинская центральная районная больница”, проживающая в г.Столине, беспартийная, прожившая на территории области 39 лет;
- Мороз, Юрий Дмитриевич, 1950 года рождения, генеральный директор открытого акционерного общества “Беловежский” Каменецкого района, проживающий в п.Беловежский Каменецкого района, беспартийный, проживший на территории области 21 год;
- Скакун, Алексей Степанович, 1946 года рождения, председатель сельскохозяйственного производственного кооператива “Остромечево” Брестского района, проживающий в д.Клейники Брестского района, член Белорусской аграрной партии, проживший на территории области 62 года;
- Сумар, Константин Андреевич, 1949 года рождения, председатель Брестского областного исполнительного комитета, проживающий в г.Бресте, беспартийный, проживший на территории области 31 год.

## От Витебской области
- Анюховский, Анатолий Васильевич, 1954 года рождения, директор республиканского производственного дочернего унитарного предприятия “Толочинский консервный завод”, проживающий в г.Толочине, беспартийный, проживший на территории области 32 года;
- Зеньков, Александр Александрович, 1977 года рождения, заведующий отделением сердечно-сосудистой хирургии учреждения здравоохранения “Витебская областная клиническая больница”, проживающий в г.Витебске, беспартийный, проживший на территории области 31 год;
- Мартынов, Николай Васильевич, 1957 года рождения, генеральный директор совместного общества с ограниченной ответственностью “Марко”, проживающий в г.Витебске, беспартийный, проживший на территории области 51 год;
- Подоляк, Елена Михайловна, 1962 года рождения, директор государственного концертного учреждения “Витебская областная филармония”, проживающая в г.Витебске, беспартийная, прожившая на территории области 24 года;
- Рабец, Валерий Васильевич, 1951 года рождения, директор производственного республиканского унитарного предприятия “Новополоцкжелезобетон”, проживающий в г.Новополоцке, беспартийный, проживший на территории области 52 года;
- Шарейко, Анна Васильевна, 1960 года рождения, директор открытого акционерного общества “Витебская бройлерная птицефабрика”, проживающая в г.Витебске, беспартийная, прожившая на территории области 48 лет;
- Шершень, Петр Петрович, 1949 года рождения, генеральный директор производственного республиканского унитарного предприятия “Витебскоблгаз”, проживающий в г.Витебске, беспартийный, проживший на территории области 36 лет;
- Ятусевич, Антон Иванович, 1947 года рождения, ректор учреждения образования “Витебская ордена “Знак Почета” государственная академия ветеринарной медицины”, проживающий в г.Витебске, беспартийный, проживший на территории области 41 год.

## От Гомельской области
- Аверин, Виктор Сергеевич, 1954 года рождения, директор республиканского научно-исследовательского унитарного предприятия “Институт радиологии”, проживающий в г.Гомеле, беспартийный, проживший на территории области 19 лет;
- Дворник, Владимир Андреевич, 1963 года рождения, директор республиканского унитарного предприятия “Совхоз-комбинат “Заря” Мозырского района, проживающий в г.Мозыре, беспартийный, проживший на территории области 45 лет;
- Дюжев, Андрей Анисимович, 1959 года рождения, генеральный конструктор по зерноуборочной и кормоуборочной технике Министерства промышленности Республики Беларусь — директор республиканского конструкторского унитарного предприятия “ГСКБ по зерноуборочной и кормоуборочной технике”, проживающий в г.Гомеле, беспартийный, проживший на территории области 21 год;
- Жорова, Маргарита Анатольевна, 1956 года рождения, заместитель начальника Главного управления юстиции Гомельского областного исполнительного комитета, проживающая в г.Гомеле, беспартийная, прожившая на территории области 33 года;
- Лопатина, Анна Люциановна, 1955 года рождения, главный врач учреждения “Гомельский областной кардиологический диспансер”, проживающая в г.Гомеле, беспартийная, прожившая на территории области 30 лет;
- Наумчик, Алла Александровна, 1960 года рождения, ректор учреждения образования “Белорусский торгово-экономический университет потребительской кооперации”, проживающая в г.Гомеле, беспартийная, прожившая на территории области 47 лет;
- Скоробогатов, Виктор Иванович, 1958 года рождения, главный энергетик республиканского дочернего автотранспортного унитарного предприятия “Автобусный парк № 1”, проживающий в г.Гомеле, беспартийный, проживший на территории области 50 лет;
- Якобсон, Александр Серафимович, 1951 года рождения, председатель Гомельского областного исполнительного комитета, проживающий в г.Гомеле, беспартийный, проживший на территории области 55 лет.

## От Гродненской области
- Карпуть, Аркадий Иванович, 1949 года рождения, председатель Гродненского областного Совета депутатов, проживающий в г.Гродно, член Белорусской аграрной партии, проживший на территории области 59 лет;
- Курлович, Александр Николаевич, 1961 года рождения, тренер-преподаватель по тяжелой атлетике учреждения “Школа высшего спортивного мастерства” управления физической культуры, спорта и туризма Гродненского облисполкома, проживающий в г.Гродно, беспартийный, проживший на территории области 47 лет;
- Пестис, Витольд Казимирович, 1949 года рождения, ректор учреждения образования “Гродненский государственный аграрный университет”, проживающий в г.Гродно, беспартийный, проживший на территории области 59 лет;
- Пранюк, Виктор Францевич, 1973 года рождения, директор государственного учреждения образования “Общеобразовательный лицей № 1 г.Лида”, проживающий в г.Лиде, беспартийный, проживший на территории области 35 лет;
- Ревяко, Василий Афанасьевич, 1948 года рождения, председатель сельскохозяйственного производственного кооператива “Прогресс-Вертелишки”, проживающий в д.Вертелишки Гродненского района, беспартийный, проживший на территории области 38 лет;
- Савченко, Владимир Егорович, 1952 года рождения, председатель Гродненского областного исполнительного комитета, проживающий в г.Гродно, беспартийный, проживший на территории области 9 лет;
- Севко, Людмила Романовна, 1956 года рождения, председатель Гродненской городской организации Белорусского профсоюза работников образования и науки, проживающая в г.Гродно, беспартийная, прожившая на территории области 51 год;
- Хмарик, Раиса Михайловна, 1960 года рождения, заместитель генерального директора по экономике и финансам открытого акционерного общества “Слонимский картонно-бумажный завод “Альбертин”, проживающая в г.Слониме, беспартийная, прожившая на территории области 29 лет.

## От Минской области
- Атрашкевич, Елена Викторовна, 1966 года рождения, председатель цикловой комиссии “Искусство эстрады. Пение” учреждения образования “Минский государственный колледж искусств”, проживающая в г.Минске, беспартийная, прожившая на территории области 29 лет;
- Криштапович, Михаил Васильевич, 1956 года рождения, директор открытого акционерного общества “Городейский сахарный комбинат”, проживающий в г.Несвиже, беспартийный, проживший на территории области 27 лет;
- Крупец, Леонид Федорович, 1956 года рождения, председатель Минского областного исполнительного комитета, проживающий в г.Минске, беспартийный, проживший на территории области 24 года;
- Мороз, Лилия Францевна, 1956 года рождения, заведующий Первой Минской областной нотариальной конторой, проживающая в г.Минске, беспартийная, прожившая на территории области 51 год;
- Новиков, Анатолий Николаевич, 1941 года рождения, председатель Постоянной комиссии Совета Республики Национального собрания Республики Беларусь по образованию, науке, культуре и гуманитарным вопросам, проживающий в г.Минске, член Коммунистической партии Беларуси, проживший на территории области 18 лет;
- Парахневич, Ирина Михайловна, 1955 года рождения, председатель правления Логойского районного потребительского общества, проживающая в г.Логойске, беспартийная, прожившая на территории области 53 года;
- Соколовская, Людмила Корнеевна, 1954 года рождения, заместитель генерального директора по экономике открытого акционерного общества “Борисовский завод автотракторного электрооборудования”, проживающая в г.Борисове, беспартийная, прожившая на территории области 54 года;
- Чуйко, Григорий Петрович, 1959 года рождения, генеральный директор Минского районного унитарного предприятия “Агрокомбинат “Ждановичи”, проживающий в г.Минске, беспартийный, проживший на территории области 12 лет.

## От Могилевской области
- Ермакова, Надежда Андреевна, 1953 года рождения, председатель правления открытого акционерного общества “Сберегательный банк “Беларусбанк”, проживающая в г.Минске, беспартийная, прожившая на территории области 39 лет;
- Киселев, Владимир Алексеевич, 1958 года рождения, генеральный директор производственного республиканского унитарного предприятия “Белорусский цементный завод”, проживающий в г.Костюковичи, беспартийный, проживший на территории области 48 лет;
- Короед, Елена Александровна, 1966 года рождения, главный врач учреждения здравоохранения “Мстиславская центральная районная больница”, проживающая в г.Мстиславле, беспартийная, прожившая на территории области 36 лет;
- Моисеев, Леонид Сергеевич, 1950 года рождения, директор закрытого акционерного общества “Агрокомбинат “Заря” Могилевского района, проживающий в г.Могилеве, беспартийный, проживший на территории области 57 лет;
- Новицкий, Геннадий Васильевич, 1949 года рождения, Председатель Совета Республики Национального собрания Республики Беларусь, проживающий в г.Минске, беспартийный, проживший на территории области 40 лет;
- Раинчик, Ирина Анатольевна, 1973 года рождения, заведующий санаторным ясли-садом № 36 отдела образования администрации Октябрьского района г.Могилева, проживающая в г.Могилеве, беспартийная, прожившая на территории области 35 лет;
- Рудник, Петр Михайлович, 1957 года рождения, генеральный директор республиканского унитарного предприятия “Могилевский завод лифтового машиностроения”, проживающий в г.Могилеве, беспартийный, проживший на территории области 23 года;
- Утюпин, Павел Владимирович, 1976 года рождения, заместитель генерального директора по экономике и финансам открытого акционерного общества “Белшина”, проживающий в г.Бобруйске, беспартийный, проживший на территории области 6 лет.

## От города Минска
- Мазай, Нина Николаевна, 1950 года рождения, временно не работающая, проживающая в г.Минске, беспартийная, прожившая на территории г.Минска 25 лет;
- Морова, Антонина Петровна, 1950 года рождения, исполняющий обязанности директора Института государственной службы Академии управления при Президенте Республики Беларусь, проживающая в г.Минске, беспартийная, прожившая на территории г.Минска 29 лет;
- Павлов, Михаил Яковлевич, 1952 года рождения, председатель Минского городского исполнительного комитета, проживающий в г.Минске, беспартийный, проживший на территории г.Минска 8 лет;
- Попов, Вадим Александрович, 1940 года рождения, Председатель Палаты представителей Национального собрания Республики Беларусь, проживающий в г.Минске, беспартийный, проживший на территории г.Минска 6 лет;
- Рубинов, Анатолий Николаевич, 1939 года рождения, Первый заместитель Главы Администрации Президента Республики Беларусь, проживающий в г.Минске, беспартийный, проживший на территории г.Минска 64 года;
- Смирнов, Евгений Александрович, 1949 года рождения, Первый заместитель Председателя Высшего Хозяйственного Суда Республики Беларусь, проживающий в г.Минске, беспартийный, проживший на территории г.Минска 44 года;
- Шакутин, Александр Васильевич, 1959 года рождения, заместитель генерального директора закрытого акционерного общества «Проммединвест», проживающий в г. Минске,

беспартийный, проживший на территории г. Минска 32 года.

## Назначены президентом
- Косинец, Александр Николаевич
- Потупчик, Владимир Николаевич
- Шапиро, Семён Борисович
- Якубович, Павел Изотович